# Lejops polygrammus
Lejops polygrammus är en tvåvingeart som först beskrevs av Friedrich Hermann Loew 1872.  Lejops polygrammus ingår i släktet sävblomflugor, och familjen blomflugor. Inga underarter finns listade i Catalogue of Life.